# A bunker (film, 1978)
A bunker a Magyar Televízió 1978-ban bemutatott 3 részes sci-fi tévésorozata. A forgatókönyvet Zsoldos Péter művéből Boldizsár Miklós írta, a film rendezője Horváth Ádám volt.

## Történet
|  | Alább a cselekmény részletei következnek! |

Különös kísérlet folyik egy föld alatti, mindennel jól felszerelt, biztonságos bunkerben. 30 napos bentlakásos, könnyű munkára keresnek férfiakat és nőket. Valamennyien magas összeghez juthatnak, ha kibírják a megpróbáltatásokat és a bezártságot. A katonaság vezetői valójában arra kíváncsiak, hogy egy atomtámadás után hogyan viselkednének a túlélők. A külvilágtól elszigetelve, a helyszínen tizennégy önként jelentkező nő és férfi tölt el egy hónapot, teljes egymásrautaltságban a föld mélyén. A hadseregnek és a tudósoknak is van egy-egy beépített emberük a kísérleti alanyok között. Ráadásul az is kiderül, hogy a 14 civil egyike körözött gyilkos. Egy félelmetes tollú írónő álnéven jelentkezett. Arra kíváncsi, hogy vajon mire költik az adófizetők pénzét.

### Az epizódok időtartama
- 1. rész: 54 perc
- 2. rész: 51 perc
- 3. rész: 66 perc

|  | Itt a vége a cselekmény részletezésének! |

## Szereplők
- Parry – Agárdy Gábor
- Feldmann – Avar István
- Éva Martin – Bordán Irén
- Lorrain ezredes - Buss Gyula
- Edna – Esztergályos Cecília
- Lentonné – Gombos Katalin
- Roberts – Inke László
- Duron kutató Koltai János
- Felügyelő – Láng József
- Clark kutató – Lőte Attila
- Taylor – Márkus László
- Blandine West – Ronyecz Mária
- Lenton – Sinkovits Imre
- dr. Kern – Sunyovszky Szilvia
- Milan őrnagy – Szakácsi Sándor
- Long – Szilágyi Tibor
- Freddie – Szokol Péter
- Ricatti – Sztankay István
- Hall professzor – Tyll Attila
- Martinné – Tolnay Klári
- Főszerkesztő Újlaky László
- Tábornok – Ungváry László